# Vývojová větev
Vývojová větev je řada vzájemně geneticky příbuzných organizmů, které se postupně vyvíjejí od nejpůvodnějších k nejodvozenějším.